# スコラスティカ
スコラスティカ（羅：Scholastica、西暦480年頃 - 543年2月10日）は、キリスト教の聖人であり、聖ベネディクトゥスの双子の妹として知られている。カトリック教会、正教会、聖公会、ルーテル教会において崇敬されており、修道女の守護聖人とされている。記念日は2月10日である。

## 生涯
スコラスティカは、イタリアのウンブリア地方にあるヌルシア（現在のノルチャ）で、裕福な貴族の家に生まれた。兄のベネディクトゥスと同様に幼少期から信仰心が篤く、後に彼が創設したベネディクトゥス会の女子修道院の基礎を築いたとされる。彼女はモンテ・カッシーノの近くに修道院を設立し、その共同体の院長を務めた。
彼女の生涯に関する情報は、主に兄ベネディクトゥスの伝記を記した教皇グレゴリウス1世の『対話録』の中に登場する。それによると、スコラスティカは年に一度、兄ベネディクトゥスと面会することを常としていた。彼らは世俗の事柄から離れ、霊的な対話に時間を費やしたという。

## 最期
スコラスティカの死に関するエピソードは、『対話録』の中でも特に有名である。ある年、兄妹が面会していた際、スコラスティカは夜が明けるまで対話を続けたいと願った。しかし、ベネディクトゥスは自分の規則を破ることを望まず、修道院に戻ることを主張した。スコラスティカはこれを聞き入れず、神に祈りを捧げた。すると突如として激しい雷雨が起こり、ベネディクトゥスは修道院に戻ることができなくなった。
この出来事から3日後、スコラスティカは死去した。伝えられるところによれば、ベネディクトゥスは彼女の魂が鳩の姿となって天に昇っていく幻を見たという。彼は妹の遺体を自身の修道院に運び、自身の墓所の隣に埋葬したとされる。

## 崇敬
スコラスティカは、その清貧と信仰、そして兄との深い霊的絆によって記憶されている。彼女は特に修道女、雷雨からの保護、そして子供たちの守護者として崇敬されている。多くの教会や修道院が彼女に献堂されており、美術作品においても頻繁に描かれる題材である。